# Augochloropsis huebneri
Augochloropsis huebneri är en biart som först beskrevs av Johann Dietrich Alfken 1930.  Augochloropsis huebneri ingår i släktet Augochloropsis och familjen vägbin. Inga underarter finns listade.